# 아드라다스

아드라다스의 위치

아드라다스(Adradas)는 스페인 카스티야이레온 지방의 주인 소리아주의 도시로, 인구는 86명(2004년 기준), 면적은 67km2이다.